# Лобан, Станислав Сергеевич
Станислав Сергеевич Лобан (укр. Станіслав Сергійович Лобан; род. 15 февраля 1977, Одесса) — украинский футболист, выступавший на позиции полузащитника.

## Клубная карьера
Воспитанник СДЮСШОР «Черноморец» (Одесса), первый тренер — С. Семенов. В 1995 году начал футбольную карьеру в любительском клубе «Лотто» (Одесса), который в 1997 году после слияния с СК «Одесса» стал называться СКА-Лотто (Одесса). Летом 1998 года получил приглашение от одесского «Черноморца», но в футболке одесситов не сыграл ни одного официального матча, а в следующем году получил приглашение от болгарского «Хебыра». Затем короткий период времени выступал в клубе «Украина-Союз» (Шевченково), а летом 1999 года усилил состав «Черноморца-2». С 2001 года защищал цвета любительского клуба «Локомотив» (Одесса), а затем некоторое время числился в составе вьетнамского клуба «Донгтхап». В второй половине 2002 года отправился на полгода в дубль «Торпедо» (Москва). В 2004 году вернулся к профессиональному футболу. Выступал в клубах «Сталь» (Днепродзержинск) и «Подолье» (Хмельницкий), после чего в начале 2006 года уехал в Азербайджан, где в составе «Баку» стал победителем национального чемпионата. Летом 2006 года вернулся в Украину и до конца 2006 года выступал в клубе «Нефтяник». После этого играл в любительских клубах «Дружба народов» (Одесса), «O.L.KAR.» (Шаргород), «Сигма» (Херсон) и «Солнечная Долина» (Одесса). Во время зимнего перерыва сезона 2009/10 годов подписал контракт с «Днестром» (Овидиополь). Летом 2012 года завершил профессиональную футбольную карьеру. В тот же 2012 выступал в чемпионате Одесской области в составе ФК «Вороновка».

## Достижения
- Чемпион Азербайджана: 2005/06